# 프린트 위키피디아

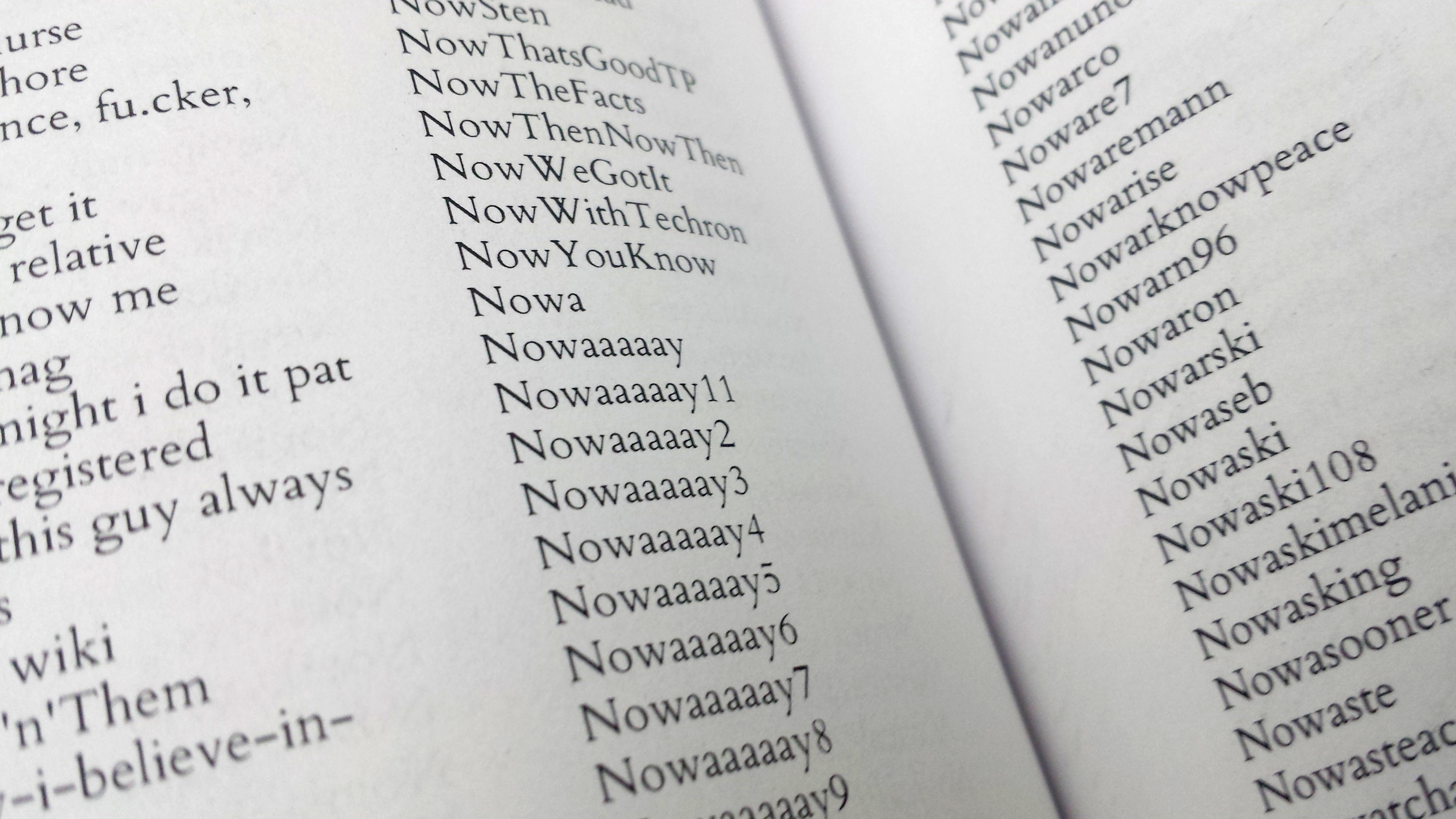
기여자 부록

프린트 위키피디아(Print Wikipedia)는 2015년 4월 7일에 존재했던 영어 위키백과 106권의 인쇄판을 포함하는 마이클 맨디버그(Michael Mandiberg)의 예술 프로젝트이다. 각각 700페이지에 달하는 제본된 종이 책은 인쇄에 필요한 총 7,473권의 일부를 나타낸다. 해당 날짜에 백과사전의 현존 텍스트를 렌더링한다. 2015년 여름 미국 뉴욕의 데니 갤러리(Denny Gallery)에서 처음 공개된 이 프로젝트에는 첫 1,980권 책 등이 전시되었다. 106권의 인쇄본에는 백과사전 문서의 본문만 포함되어 있으며 이미지와 참조는 생략되었다. 백과사전 문서의 인쇄본을 보완하는 추가 인쇄본에는 영어 위키백과에 기고한 750만 기여자의 부록(36권)과 목차(91권)가 포함되었다.